# Artabotrys siamensis
Artabotrys siamensis là loài thực vật có hoa thuộc họ Na. Loài này được Miq. mô tả khoa học đầu tiên năm 1865.